# Kind of Blue
Kind of Blue (с англ. — «Не́что грустное») — студийный альбом американского джазового музыканта Майлза Дэвиса, записанный во время двух сессий, 2 марта и 22 апреля 1959 года, в нью-йоркской студии Columbia 30th Street Studio и выпущенный 17 августа того же года компанией Columbia Records. В создании пластинки принимали участие музыканты «первого великого» секстета Дэвиса, состоящего из саксофонистов Джона Колтрейна и Джулиана «Кэннонболла» Эддерли, пианиста Билла Эванса (которого на одном из треков сменил Уинтон Келли), басиста Пола Чемберса и барабанщика Джимми Кобба. Отчасти благодаря присоединению Эванса к его ансамблю в 1958 году, Дэвис продолжил модальное экспериментирование, начатое им в своём предыдущем альбоме, Milestones, выстроив Kind Of Blue полностью на концепции модальности (в которой музыкальной основой являются не смены гармоний, а звуковые сочетания внутри лада, так что базовые ходы и импровизация могут быть построены фактически на одном аккорде с небольшими смещениями), тем самым ещё больше дистанцировавшись от своего более раннего джазового стиля — хард-бопа.
Многие музыкальные критики расценивают Kind of Blue как величайшую джазовую пластинку, шедевр в дискографии Дэвиса и один из лучших альбомов всех времён. Альбом считается одной из самых влиятельных записей в истории, благодаря своему воздействию на последующее развитие джаза, рока и классической музыки. В 2002 году Kind of Blue вошёл в число пятидесяти записей, отобранных Библиотекой Конгресса с целью включения в Национальный реестр аудиозаписей, в 2003 году он занял 12-е место в списке «500 величайших альбомов всех времён» по версии журнала Rolling Stone. Помимо этого, британский музыковед Колин Ларкин поставил диск на 14-ю строчку своего списка «1000 лучших альбомов всех времён».
Хотя вокруг точных цифр ведутся споры, Kind Of Blue часто называют самой продаваемой джазовой пластинкой всех времён. В 2019 году он был сертифицирован Американской ассоциацией звукозаписывающей индустрии как пятикратно «платиновый» альбом с суммарным тиражом пять миллионов копий. В 1992 году лонгплей был включён в Зал славы премии «Грэмми».

## Предыстория
К концу 1958 года Дэвис собрал один из самых известных и востребованных ансамблей, играющих в жанре хард-боп. Басист Пол Чемберс выступал в группе с самого её основания — с 1955 года; альт-саксофонист Джулиан «Кэннонболл» Эддерли присоединился к Дэвису осенью 1957 года, а тенор-саксофонист Джон Колтрейн вернулся в его ансамбль в начале 1958-го; пианист Билл Эванс заменил Реда Гарленда в апреле, однако уволился в ноябре — ему на смену пришёл Уинтон Келли; в свою очередь, барабанщик Джимми Кобб был нанят в мае. Секстет Дэвиса играл смесь из поп-стандартов и оригинального бибоп-материала таких исполнителей, как Чарли Паркер, Телониус Монк, Диззи Гиллеспи и Тэд Дамерон. Придерживаясь джазовых стандартов бибопа, группа Дэвиса импровизировала на смене аккордов в рамках определённой песни. Дэвис был одним из многих джазовых музыкантов, недовольных этим стилем, и считал, что его концепция сложной смены аккордов препятствовала творчеству.
В 1953 году пианист Джордж Рассел опубликовал книгу «Лидийская хроматическая концепция тональной организации», в которой предлагалась альтернатива импровизационной практике, основанной на смене аккордов. Отказавшись от традиционного взаимодействия мажорных и минорных тональностей, «Лидийская хроматическая концепция» выдвинула идею единства аккордов и гамм и стала первой теорией, исследующей вертикальные взаимодействие между аккордами и гаммами, а также единственной оригинальной теорией, пришедшей из джаза. Эти идеи помогли проложить путь к «модальному» подходу в джазе. Под влиянием концепции Рассела Дэвис записал свою первую модальную композицию, выпущенную в качестве заглавного трека в его альбоме Milestones (1958). Удовлетворённый результатами, трубач подготовил целый альбом, основанный на идеях модальности. Пианист Эванс, который обучался у Рассела и на тот момент ушёл из ансамбля Дэвиса, чтобы возобновить сольную карьеру, был приглашён обратно — поучаствовать в новом студийном проекте трубача, который в итоге и стал альбомом Kind of Blue.

## Запись
«Должно быть, эта [музыка] была записана на небесах».
Kind of Blue был записан на трёхдорожечную магнитную ленту во время двух сессий в нью-йоркской студии 30th Street Studio, принадлежащей лейблу Columbia Records. 2 марта 1959 года были записаны композиции «So What», «Freeloader Freddie» и «Blue in Green», расположившиеся на первой стороне альбома, а 22 апреля — композиции «All Blues» и «Flamenco Sketches», занявшие его вторую сторону.
По своему обыкновению Дэвис практически не требовал репетиций, и музыканты не имели ни малейшего представления о том, что им предстоит играть. В аннотациях пианиста Билла Эванса к оригинальной пластинке отмечалось, что Дэвис показал группе лишь наброски гамм и мелодических линий, от которых им нужно было отталкиваться во время импровизаций. Как только музыканты собрались в студии, Дэвис дал каждому из них краткие инструкции, а затем приступил к записи секстета. Впоследствии трубач вспоминал: «Я не писал никакой музыки для Kind of Blue, а принёс только наброски тем для музыкантов, потому что хотел, чтобы исполнение было максимально спонтанным». Несмотря на отсутствие каких-либо свидетельств (в виде записей), Кобб утверждал, что «мы играли „So What“ один или два раза на концертах», то же самое сам Дэвис говорил про композицию «All Blues».
При столь незначительной подготовке результаты получились впечатляющими; существует устойчивая легенда, что весь альбом был записан с одного дубля, но это не соответствует действительности. Только композиция «Flamenco Sketches» была записана от начала до конца с первого раза. Этот непрерывный дубль, а не мастер-трек, был выпущен в 1997 году в качестве бонусного альтернативного дубля. Все пять мастер-треков, выпущенных в оригинальном альбоме, представляют собой первое полное исполнение каждого номера; для финала «Freeddie Freeloader» была записана отдельная вставка, которая не использовалась ни в оригинальном альбоме, ни в других релизах до его переиздания 1997 года.
Пианист Уинтон Келли был не в восторге от участия в записи сменившего его Билла Эванса, который занял своё прежнее место за роялем. Возможно, чтобы как-то загладить положение и успокоить пианиста текущего состава, Дэвис попросил его сыграть вместо Эванса в самом блюзовом номере альбома «Freddie Freeloader». Группа с пианистом Биллом Эвансом до записи Kind of Blue уже была представлена в концертном альбоме Miles Davis at Newport 1958 года. Выступление, записанное на Ньюпортском джазовом фестивале, отражало прежнюю присущую Дэвису концепцию хард-бопа, а не будущий модальный подход Kind Of Blue, так как на тот момент Эванс находился в его группе всего шесть недель.

### Продюсирование и название
Альбом был спродюсирован штатным продюсером Columbia Records Ирвингом Таунсендом. На протяжении многих лет в этом вопросе существовала путаница, и в качестве продюсера, частично или полностью, указывался будущий продюсер Дэвиса — Тео Масеро. По словам историка джаза Эрика Нисенсона: «В случае с Kind Of Blue фигурировало два продюсера: Тео Масеро и Ирвинг Таунсенд. Однако роль Масеро сводилась к явно ученической и наблюдательной». Нисенсон также назвал эту запись первым опытом Масеро «плюсов и минусов работы с Майлзом». По воспоминаниям самого Масеро, его участие в студийном процессе включало в себя «укомплектовывание всех вместе, чтобы между музыкантами имелась физическая близость, а не как сейчас, когда исполнители разбросаны по всей студии». В свою очередь, одной из идей Таунсенда было начать альбом спокойной мелодией и закончить его таким же образом: запись открывает «блуждающее вступление» «So What», а закрывает постепенно затихающая «Flamenco Sketches». По мнению редакции журнала High Fidelity, «хотя роль Масеро в Kind Of Blue остаётся спорной», запись была «сделана под его эгидой». Тем именно массачусетский акцент продюсера Ирвинга Таунсенда — первое, что слышно на мастер-записи первой студийной сессии Kind Of Blue. Таунсенд унаследовал эту должность в команде Дэвиса после последовательных уходов Джорджа Авакяна (в Warner Brothers Records) и Кэла Лэмпли (в RCA Records) годом ранее. Через несколько месяцев он возьмет на себя обязанности штатного продюсера Columbia Records на западном побережье США, передав эстафету Тео Масеро, новичку, который будет оставаться основным продюсером Дэвиса в Columbia в течение многих лет. Первой совместной работой Масеро и Дэвиса стала следующая пластинка музыканта.
На оригинальной пластинке не уточнялся продюсер записи. Впервые эта информация появилась на компакт-диске 1987 года, в котором фигурировал только Масеро. Однако это было сделано по ошибке; Масеро продюсировал только это переиздание, а не оригинальные альбомные сессии. В переиздании 1997 года на мини-диске в качестве продюсеров были указаны и Таунсенд и Масеро, однако на последующих релизах 1997, 1999, 2004, 2008, и 2015 годов содержалась корректная информация, и в этой должности фигурировал только Таунсенд.
Майлз Дэвис не очень заботился о названиях для своих альбомов. Так, названия для его первых двух пластинок, выпущенных на лейбле Columbia, предложил Джордж Авакян. До Kind of Blue названия большинства долгоиграющих записей музыканта отражали их концепцию, как, например, Miles Davis and the Modern Jazz Giants или совпадали с названием центральной композиции альбома, как Milestones. Типичная для Дэвиса фраза «Kind of Blue» имела двойной смысл, как и названия некоторых его пластинок или мелодий, в частности Miles Ahead. Музыка альбома, как в случае с «All Blues» и «Freddie Freeloader», структурно основывалась на блюзовой форме, в свою очередь другие композиции пластинки создавали неясное и в то же время проникновенное меланхолическое чувство — «не́что грустное» (англ. «kind of blue»). Музыкант был совершенно равнодушен к названиям музыкальных пьес; так, «Freddie Freeloader» было предложено одной из его многочисленных подружек.

## Музыкальное содержание
Kind Of Blue полностью основан на принципах модальности, контрастирующими с более ранним стилем Дэвиса — хард-бопом, концепция которого базировалась на сложных аккордовых прогрессиях и импровизации. Весь альбом представляет собой серию модальных зарисовок, причём каждому исполнителю давался собственный набор гамм, охватывающих критерии их импровизаций в рамках отведённого стиля. Подобный рабочий процесс контрастировал с классическим подходом предоставления музыкантам перед записью полной партитуры или, как в случае с импровизационным джазом, последовательности аккордов или серий музыкальных гармоний.

Модальный принцип этого альбома не был уникальным ни в творчестве Дэвиса, ни в самом джазе. Так, музыкант ранее использовал тот же метод во время записи своих предыдущих пластинок — Milestones, The 58 Sessions и Porgy and Bess (1958), на которых он использовал модальные влияния для композиций т. н. третьего течения, сочинённых в соавторстве с Гилом Эвансом. Модальная композиция, с её опорой на гаммы и лады, представляла собой, как выражался Дэвис, «возвращение к самой мелодии». В 1958 году в интервью Нэту Хентоффу из журнала The Jazz Review музыкант подробно остановился на этой форме композиции и её отличиях от аккордовой прогрессии, преобладающей в бибопе, заявив: 
Отсутствие заданной схемы аккордов дает больше свободы и пространства для импровизации. Когда ты играешь таким способом, можно импровизировать беспрестанно. Не нужно заботиться о сменах гармоний, и ты можешь варьировать мелодическую линию. Ты получаешь возможность продемонстрировать свою изобретательность в мелодическом отношении. Когда же импровизация основана на смене гармоний, ты знаешь, что к концу 32 тактов все гармонии исчерпаны, и ничего не остаётся делать, как повторить то, что ты только что играл (с некоторыми вариациями). Я думаю, что сейчас в джазе происходит отход от использования обычного набора гармоний … количества аккордов будет меньше, но при этом открываются неограниченные возможности для манипуляций с ними.
В аннотациях к оригинальной пластинке Эванс отмечал, что «Майлз создал наброски будущих композиций всего лишь за несколько часов до самой записи». Также в своём очерке пианист остановился на ладовых особенностях каждой композиции в отдельности. Так, «So What» базировалась на двух ладах: шестнадцать тактов в первом, затем восемь тактов во втором, после чего следовали восемь тактов в первом. «Freddie Freeloader» представляла собой стандартную блюзовую форму из двенадцати тактов. «Blue in Green» состояла из десятитактного цикла после короткого четырёхтактового вступления. «All Blues» также представляла собой двенадцатитактовую блюзовую форму в размере 6/8. В свою очередь, «Flamenco Sketches» состояла из пяти гамм, каждая из которых исполнялась «до тех пор, пока солист считал это нужным, пока он не заканчивал свою серию [музыкальных гармоний]».
«Впервые Майлз записал альбом, который в основном состоял из его композиций. Утром в день записи я зашел к нему домой. Я набросал ноты композиции «Blue in Green», которую я сочинил, и указал смены гармоний при её исполнении для музыкантов. Пьесу «Flamenco Sketches» мы с Майлзом сочинили вместе».
В аннотациях к альбому Дэвис указан как автор всех композиций, однако многие музыковеды и поклонники джаза считают, что Билл Эванс, частично или полностью, написал композиции «Blue in Green» и «Flamenco Sketches». Дэвис был записан как соавтор Эванса во время записи «Blue in Green» для его сольного альбома Portrait in Jazz, и правопреемники Дэвиса признали авторство Эванса в 2002 году. Практика присвоения лидером группы авторства песни, написанной сайдменом, часто встречалась в джазовой среде. Например, легендарный саксофонист Чарли Паркер приписал себе авторство мелодии «Donna Lee», написанную Дэвисом, когда тот работал в квинтете Паркера в конце 1940-х. Впоследствии эта композиция стала популярным джазовым стандартом. Другой пример — вступление к «So What», чьё авторство приписывается Гилу Эвансу, которое базируется непосредственно на вступительных тактах «Voiles» (1910 года) французского композитора Клода Дебюсси, второй прелюдии из его первого сборника прелюдий.

## Отзывы критиков
| Оценки критиков               | Оценки критиков |
| Источник                      | Оценка          |
| ----------------------------- | --------------- |
| AllMusic                      | [ 42 ]          |
| Encyclopedia of Popular Music | [ 43 ]          |
| Entertainment Weekly          | A+              |
| MusicHound Jazz               | 5/5             |
| The Penguin Guide to Jazz     | [ 45 ]          |
| Pitchfork                     | 10/10           |
| Q                             | [ 47 ]          |
| The Rolling Stone Album Guide | [ 48 ]          |
| Sputnikmusic                  | 5/5             |
| Том Халл                      | A               |

С момента своего релиза, 17 августа 1959 года, Kind Of Blue расценивается критиками как величайшая запись Дэвиса. Лонгплей также считается самым известным альбомом музыканта и самой продаваемой джазовой пластинкой всех времён, несмотря на то, что более поздние мнения приписывают это достижение первому «золотому» диску Дэвиса — Bitches Brew (1970). Музыкальный публицист Крис Моррис характеризовал Kind Of Blue как «дистилляцию мастерства Дэвиса». Kind Of Blue был признан одним из самых влиятельных альбомов в истории джаза. Один из рецензентов назвал его «определяющим моментом музыки двадцатого века». Некоторые песни пластинки стали джазовыми стандартами. Kind Of Blue неизменно входит в число величайших альбомов всех времён. В своём обзоре пластинки старший редактор AllMusic Стивен Томас Эрлевайн заявил: 
„Kind Of Blue“ — это не просто жемчужина в творчестве Майлза Дэвиса, это альбом, который возвышается над своими одногодками, пластинка, которая считается определяющей джазовой записью, общепризнанным эталоном совершенства. Почему „Kind Of Blue“ обладает таким ореолом загадочности? Возможно, потому, что эта музыка никогда не выставляет напоказ свою гениальность. … Это вершина модального джаза — тональность и соло строятся из общего ключа, а не с помощью смены аккордов, придавая музыке тонко меняющееся оттенки. … Можно с большой натяжкой сказать, что если вам не нравится „Kind Of Blue“, то вы не любите джаз — но трудно представить его чем-то иным, кроме краеугольного камня любой джазовой коллекции.
В 1958 году приход Орнетта Коулмана на мировой джазовый олимп, после его регулярных выступлений в клубе Five Spot Café, закреплённый выпуском пластинки The Shape of Jazz to Come годом позже, приглушил первоначальную шумиху вокруг Kind Of Blue и влияние этого диска на других музыкантов — это стечение обстоятельств сильно раздражало Дэвиса. Дэвис, как и Коулман, предлагал альтернативу жестким рамкам бибопа, но так и не примирился с коулмановскими идеями фри-джаза, хотя впоследствии всё же включил музыкантов, разделяющих этот подход, в свой знаменитый квинтет середины 1960-х, и предложил своё собственное видение «свободного» стиля игры с его джаз-фьюжн-экспериментами в 1970-х. С годами влияние Kind Of Blue лишь нарастало, и все сайдмены, участвовавшие в записи альбома, впоследствии добились сольного успеха. Эванс сформировал, ставшее крайне влиятельным, собственное джазовое трио вместе с басистом Скоттом Лафаро и барабанщиком Полом Мотианом; «Кэннонболл» Эддерли солировал в ряде популярных джазовых бэндов вместе со своим братом Нэтом; Келли, Чемберс и Кобб продолжали гастролировать, записываясь в качестве трио, а также, среди прочих, аккомпанировали Колтрейну и Уэсу Монтгомери; в свою очередь, Колтрейн стал одним из самых почитаемых и новаторских джазовых музыкантов в истории. Впоследствии он даже больше, чем Дэвис, использовал модальный подход в своём творчестве и придерживался его принципов внутри собственного ансамбля на протяжении 1960-х, постепенно сближаясь с идеями Коулмена.

По данным портала Acclaimed Music, Kind Of Blue занимает 49-е место среди самых высокооценённых критиками записей всех времён. В 1994 году альбом был поставлен на 1-е место в списке «100 лучших джазовых альбомов» музыковеда Колина Ларкина, который назвал его «величайшим джазовым альбомом в мире». Также лонгплей фигурирует в аналогичных рейтингах «лучших альбомов» разных жанров. В 2002 году Kind Of Blue стал одной из пятидесяти записей, выбираемых ежегодно Библиотекой Конгресса для включения в Национальный реестр записей. Годом позже он занял 12-е место в списке журнала Rolling Stone «500 величайших альбомов всех времен», сохранив свою позицию в пересмотренном списке 2012 года, однако опустившись на 31-е место в обновлённом рейтинге 2020-го, в аннотации журнала отмечалось: «Этот живописный шедевр является одним из самых важных, влиятельных и популярных альбомов в джазе». Помимо этого, пластинка отметилась на 79-й строчке аналогичного рейтинга журнала NME. В 2006 году она заняла 12-место в списке газеты The Guardian «50 альбомов изменивших музыку», в статье подчёркивалось, что эта запись «сделала модальный джаз частью [музыкального] лексикона». В 2010 году альбом был включён в список журнала Time «100 величайших альбомов всех времён». Музыкальный критик Пьеро Скаруффи поставил Kind of Blue на 37-е место своего личного списка «100 лучших джазовых альбомов всех времён», в свою очередь американский еженедельник The New Yorker включил его в список «100 основополагающих альбомов джаза». Альбом фигурирует в рейтинге «5 лучших джазовых альбомов всех времён» портала Jazz Observer, который назвал его «поворотным моментом в истории жанра». Кроме того, лонгплей отметился в глобальном рейтинге Ларкина «1000 лучших альбомов всех времён», где занял 14-ю строчку. 16 декабря 2009 года Палата представителей США приняла резолюцию, посвящённую 50-летию Kind Of Blue и «подтверждающую джаз как национальное достояние». Помимо этого альбом был включён в культовый музыкальный альманах «Тысяча и один музыкальный альбом, который стоит прослушать, прежде чем вы умрёте» где в кратком эссе, посвящённом значимости записи, журналист Сет Джейкобсон отметил: 
Иногда активная реклама бывает излишне навязчивой. Стандартные эпитеты, такие как „классический“, „ошеломляющий“ и „эпохальный“, мало кого будоражат, за их туманностью теряется ценность оригинального материала. К счастью, „Kind of Blue“ не перегружен подобными общими фразами, несмотря на то, что это жанрообразующий момент в музыке XX столетия, целая эпоха.

## Влияние
«В музыке „Kind of Blue“ сведены воедино почти  все этапы в развитии джаза, которые предшествовали записи этого альбома. На пластинке тонко представлены элементы ладового джаза, особенно в композиции „Flamenco Sketches“. Третье течение представлено импрессионистском вступлении в „So What“. Стиль кул — в соло Майлза, бибоп — в соло Кэннонболла. Свинг слышен в игре в унисон духовых инструментов и в мягком ритмическом драйве композиции „All Blues“, которую удивительно часто аранжи́руют для больших оркестров. А первоисточники джаза — блюз и баллада представлены композициями „Freddie Freeloader“ и „Blue in Green“».
Альбом повлиял на исполнителей за пределами джазовой сцены, включая такие жанры, как рок и классическая музыка — впоследствии он признавался критиками как один из самых влиятельных альбомов в истории. Многие рок-музыканты 1960-х, увлекавшиеся импровизациями, ссылались на Kind Of Blue в качестве источника вдохновения, наряду с другими альбомами Дэвиса, а также модальными записями Колтрейна — My Favorite Things (1961) и A Love Supreme (1965). Так, гитарист Дуэйн Оллмэн из группы The Allman Brothers Band говорил, что его соло в таких композициях, как «In Memory of Elizabeth Reed», берёт свои истоки из музыки Дэвиса и Колтрейна, особо подчёркивая роль Kind Of Blue. «Я слушал эту пластинку так много раз, что за последние пару лет не слушал практически ничего другого» — заявлял гитарист. Клавишник Pink Floyd Ричард Райт признавался, что аккордовые прогрессии альбома повлияли на структуру вступления песни «Breathe» из альбома The Dark Side Of The Moon (1973). В своей книге «Kind Of Blue: The Making of the Miles Davis Masterpiece» писатель Эшли Кан отмечал: «Все ещё признаваемый вершиной моды, спустя четыре десятилетия после своей записи, Kind Of Blue является главным альбомом своей эпохи, в джазе или ином жанре. Его воздушное фортепианное вступление знакомо многим меломанам во всём мире». В свою очередь, продюсер Куинси Джонс, один из давних друзей Дэвиса, говорил: «Эта музыка всегда будет со мной, приятель. Я слушаю Kind of Blue каждый божий день — это как стакан апельсинового сока по утрам. Альбом звучит так, как будто вчера написан». Пианист Чик Кориа, один из сайдменов Дэвиса, также был поражен величием пластинки, впоследствии заявив: «Одно дело просто сыграть мелодию или даже целую музыкальную программу, но совершенно иное практически создать новый музыкальный язык — что и сделано на Kind of Blue».
Гэри Бёртон, композитор и преподаватель музыкального колледжа Беркли, отмечал последовательную инновацию на протяжении всего альбома, подчёркивая: «Не только одна композиция, а весь альбом — это открытие в джазе. Когда появляются новые джазовые направления, первые попытки играть в новом стиле обычно бывают неуверенными. Так было с ранними пластинками Чарли Паркера. Но секстет, играющий в альбоме Kind of Blue, уверенно исполняет все композиции». Наряду с Time Out (1959) квартета Дейва Брубека и Giant Steps (1960) Колтрейна, Kind Of Blue часто рекомендуется музыкальными публицистами в качестве вводного альбома в джазовую музыку по схожим причинам: эти пластинки очень мелодичны, а расслабленный характер композиций делает восприятие импровизаций лёгкой для слушателя, при этом не жертвуя артистизмом или экспериментаторством. По случаю релиза коллекционного издания альбома, приуроченного к 50-му юбилею записи, обозреватель портала All About Jazz заявил: «Kind of Blue ознаменовал появление революционной новой американской музыки, пост-бибопского модального джаза, структурированного вокруг простых гамм и мелодической импровизации. Трубач, руководитель и композитор Майлз Дэвис собрал секстет легендарных исполнителей, чтобы создать возвышенный атмосферный шедевр. Спустя пятьдесят лет после своего выхода Kind Of Blue продолжает переносить слушателей в собственное царство, вдохновляя музыкантов создавать новые течения — от акустического джаза до постмодернистского эмбиента — в каждом жанре, который только можно себе представить». Позже в одном из интервью популярный хип-хоп-исполнитель Q-Tip, обсуждая значение Kind Of Blue для мировой музыки, подчеркнул непререкаемую репутацию и влияние этого альбома, заявив: «Это как Библия — она одна в своём роде». В 2014 году ансамбль под названием Mostly Other People Do the Killing записал альбом Blue, на котором воспроизвел все партии Kind of Blue нота в ноту, тем самым, по мнению критиков, «сделав не́что, по сути противоречащее самому духу джаза».
В конце 1950-х и в начале 1960-х участвующие в записи музыканты сотрудничали в нескольких совместных проектах. Дэвис отметился в альбоме Эддерли Somethin’ Else (1958) в качестве сайдмена, что делал крайне редко после 1953 года, а Эванс поучаствовал в записи ещё одного альбома Кэннонболла — Know What I Mean? (1961). Келли и Чемберс поддерживали Хэнка Мобли на его пластинке Soul Station (1960 году), в свою очередь вместе с Эвансом Чемберс принял участие в записи лонгплея The Blues and the Abstract Truth Оливера Нельсона. Ритм-секция в виде Келли, Чемберса и Кобба сыграла на сольной пластинке Колтрейна Coltrane Jazz (1961), а также одной из композиций его альбома Giant Steps (1960), в записи которого Чемберс участвовал в качестве основного контрабасиста. Кроме того, это трио помогло Дэвису с записью пластинки Someday My Prince Will Come (1961) и концертных альбомов In Person Friday and Saturday Nights at the Blackhawk, Complete (1961) и Miles Davis at Carnegie Hall (1962).

### Отношение Дэвиса к альбому в ретроспективе
На закате своих лет, начиная с «электрического» периода, Дэвис неоднократно пренебрегал своими ранними работами, такими как Birth of the Cool и Kind of Blue. По мнению музыканта, оставаться статичным в плане стилистического развития своего творчества было бы неправильным вариантом, о чём он в 1986 году подчеркнул в интервью Бену Сидрану: 
„So What“ или „Kind of Blue“ — эти вещи уже там. Они были созданы в ту эпоху, в нужное время, в нужный день, и они случились. Всё закончилась, музыка записана на пластинку … Я не хочу, чтобы я вам нравился из-за „Kind of Blue“. Знаете, любите меня за то, что мы делаем сейчас.  … То, что я играл с Кэннонболлом и Биллом Эвансом — все эти разные тональности и смены аккордов … мы были тогда полны энергии, нам это нравилось. Но у меня нет больше желания играть это. Другие музыканты всё ещё играют так, но в этом больше нет той искры. Это — как вновь подогретая индейка.
Когда в 1990 году певица Ширли Хорн спросила у Дэвиса почему бы ему вновь не начать исполнять свои баллады и модальные мелодии периода Kind of Blue, трубач лишь отмахнулся: «Нет, от этого у меня болит губа».

## История релиза
Первоначально Kind of Blue был выпущен на 12-дюймовом виниле, как в стерео, так и в моно вариантах, впоследствии выходило ещё несколько переизданий альбома на грампластинках. В некоторых изданиях лейблы меняли порядок композиций «All Blues» и «Flamenco Sketches» на второй стороне. С появлением формата компакт-дисков альбом неоднократно ремастировался, в том числе в 1982 году фирмами CBS/Sony Japan (каталожный номер 35DP 62), а также в рамках серии Columbia Jazz Masterpiece (1986). В 1992 году был выпущен ремастер, отличие и важность которого заключалось в том, что на нём была скорректирована первоначальная скорость заводской записи первой стороны (на CD), что привело к несбалансированности и, соответственно, потере в ценности предыдущих релизов. В переиздании 1997 года был добавлен альтернативный дубль «Flamenco Sketches». В 2005 году состоялся релиз альбома в формате DualDisc, который включал оригинальную запись, цифровую ремастеринговую версию в формате 5.1 Surround Sound и LPCM Stereo, и 25-минутный документальный фильм, Made in Heaven, о создании и влиянии Kind of Blue на музыкальную индустрию. 30 сентября 2008 года лейблами Columbia и Legacy был выпущен бокс-сет на двух CD под названием «50th Anniversary Collector’s Edition». Также альбом переиздавался в формате коллекционного 24-каратного позолоченного компакт-диска.
Альбом был выпущен в других аудиоформатах, которые в нынешнее время доступны только на различных интернет-аукционах.
- Менее чем через год после издания оригинальной записи состоялся релиз двухдорожечной катушечной версии альбома (выпускалась только в США), обозначенным как Columbia GCB 60, из которой были убраны композиции «Freddie Freeloader» и «Flamenco Sketches», чтобы снизить её стоимость. Её выпуск был прекращен в районе июля 1961 года, после релиза следующего альбома Дэвиса, Sketches of Spain, в том же формате — урезанном до четырёх композиций. В звуковом отношении он, по словам очевидцев, был лучше, чем четырёхдорожечный аналог, который сменил в продаже. Слух о том, что двухдорожечная версия была единственной, которая была выпущена с правильной скоростью треков первой стороны альбома (после оригинальной записи), является ложным[105]. Скорость на ней была неправильной[106].
- Четырёхдорожечная катушечная версия (выпускалась только в США), обозначенная как Columbia CQ 379, содержала пять композиций. Этот релиз заменил двухдорожечную версию и оставался в каталоге Columbia в течение нескольких лет. Некоторые треки этого издания фигурировали на других катушечных версиях альбома, выпущенных в настоящее время, а также во время или после первоначального выпуска альбома, а также на сборных релизах разных исполнителей. Ни на одном из этих изданий не была скорректирована правильная скорость[106]. Впоследствии композиция «All Blues» с этой катушечной версии фигурировала в компиляции The Greatest Hits[105].
- Сетевое вещание вооруженных сил США выпускало 16-дюймовые транскрипционные диски[англ.]. Они представляли собой монофонические варианты и содержали ошибку — композиция на стороне P-6925 обозначенная как «Flamenco Sketches» на самом деле была «All Blues». Все копии были выпущены с неправильной скоростью[106].
- Комания Philips выпускала версии оригинального альбома на аудиокассетах, после чего выходили цифровые ремастеры из серии Jazz Masterpieces (каталожный номер CJT 40579) и 1987 Jazz Masterpiece фирмы Columbia. Все выпущенные копии также имели расхождения по скорости первой стороны[106].
- Помимо этого, Columbia выпускала версию в формате MiniDisc (на территории США под номером CM 40579), не относящуюся к серии Jazz Masterpieces. К концу 1990-х её выпуск прекратился. Ни одна из копий не имела правильную скорость[106].

## Список композиций
| №  | Название             | Автор(ы)          | Перевод названия          | Длительность |
| -- | -------------------- | ----------------- | ------------------------- | ------------ |
| 1. | «So What»            | Майлз Дэвис       | «Ну и что»                | 9:04         |
| 2. | «Freddie Freeloader» | Дэвис             | «Фредди — нахлебник»      | 9:34         |
| 3. | «Blue in Green»      | Дэвис, Билл Эванс | «Голубое в зелёных тонах» | 5:27         |

| №  | Название            | Автор(ы)     | Перевод названия    | Длительность |
| -- | ------------------- | ------------ | ------------------- | ------------ |
| 1. | «All Blues»         | Дэвис        | «Весь блюз»         | 11:33        |
| 2. | «Flamenco Sketches» | Дэвис, Эванс | «Наброски фламенко» | 9:26         |

- На компакт-дисковых переизданиях первая и вторая стороны пластинки были объединены в виде треков с первого по пятый.

| №  | Название                                   | Автор(ы)                | Длительность |
| -- | ------------------------------------------ | ----------------------- | ------------ |
| 6. | «Flamenco Sketches» (альтернативный дубль) | Майлз Дэвис, Билл Эванс | 9:32         |

| №   | Название                                        | Длительность |
| --- | ----------------------------------------------- | ------------ |
| 7.  | «Freddie Freeloader» (1-я очерёдность в студии) | 0:53         |
| 8.  | «Freddie Freeloader» (фальстарт)                | 1:27         |
| 9.  | «Freddie Freeloader» (2-я очерёдность в студии) | 1:30         |
| 10. | «So What» (1-я очерёдность в студии)            | 1:55         |
| 11. | «So What» (2-я очерёдность в студии)            | 0:13         |
| 12. | «Blue in Green» (очерёдность в студии)          | 1:58         |
| 13. | «Flamenco Sketches» (1-я очерёдность в студии)  | 0:45         |
| 14. | «Flamenco Sketches» (2-я очерёдность в студии)  | 1:12         |
| 15. | «All Blues» (studio sequence)                   | 0:18         |

| №  | Название                                                               | Автор(ы)                       | Длительность |
| -- | ---------------------------------------------------------------------- | ------------------------------ | ------------ |
| 1. | «On Green Dolphin Street»                                              | Бронислав Капер, Нед Вашингтон | 9:50         |
| 2. | «Fran-Dance»                                                           | Майлз Дэвис                    | 5:49         |
| 3. | «Stella by Starlight»                                                  | Виктор Янг, Вашингтон          | 4:46         |
| 4. | «Love for Sale»                                                        | Коул Портер                    | 11:49        |
| 5. | «Fran-Dance» (альтернативный дубль)                                    | Дэвис                          | 5:53         |
| 6. | «So What» (записана в концертном зале «Kurhaus», Гаага, 9 апреля 1960) | Дэвис                          | 17:29        |

## Участники записи
Данные взяты с обложки оригинального издания.
- Майлз Дэвис — труба
- Джулиан «Кэннонболл» Эддерли — альт-саксофон за исключением композиции «Blue in Green» и трека «So What» с бонус-диска
- Джон Колтрейн — тенор-саксофон
- Билл Эванс — фортепиано за исключением композиции «Freddie Freeloader» и трека «So What» с бонус-диска
- Уинтон Келли[англ.] — фортепиано на треке «Freddie Freeloader» и композиции «So What» с бонус-диска
- Пол Чемберс[англ.] — контрабас
- Джимми Кобб — ударные